# Преработваща промишленост
Преработващата промишленост е отрасъл на икономиката, обхващащ най-общо механичното или химическо преобразуване на материали, вещества или елементи в нови продукти. Изходните материали могат да бъдат както суровини, създавани от селското, горско и рибно стопанство и добивната промишленост, така и продукти на други производства от преработващата промишленост. Получените продукти могат да служат за производството на други, по-сложни продукти като самолети, бяла техника или автомобили, или да бъдат продавани чрез търговската система, за да достигнат до крайните потребители.
Преработващата промишленост е един от трите дяла на промишлеността, заедно с добивната промишленост и енергетиката.
Производството е основен фактор при определянето на типа на икономическата система. При свободната пазарна икономика то се насочва обикновено към масово производство на стандартизирани продукти с цел реализиране на печалба. В общества, основани на колективизъм, производството по-често се ръководи от държавата под формата на планова икономика. При смесените икономики производството обикновено подлежи до известна степена на регулация от страна на правителството. Съвременното производство включва всички междинни процеси и операции, необходими за производството на краен продукт от съставните му компоненти.
Производственият сектор е тясно свързан с инженерните науки и индустриалния дизайн. Големи производители в САЩ са компании като Дженеръл Мотърс, Дженерал Илектрик, Проктър и Гембъл, Боинг и др. В Европа такива са Фолксваген, Сименс и Мишлен. В Азия такива са Сони, Хуауей, Lenovo, Тойота, Самсунг и Бриджстоун.
В България преработващата промишленост е основен сектор на икономиката, като към 2017 година в него са заети около 556 000 души, а произведената продукция е на стойност 62,6 милиарда лева.

## Най-големи производители
| Ранг | Страна         |
| ---- | -------------- |
| 1    | Китай          |
| 2    | Съединени щати |
| 3    | Япония         |
| 4    | Германия       |
| 5    | Южна Корея     |

Промени в производственият сектор носят нови възможности и трудности на пионерите в бизнеса. Нации с най-голямо производство в света имат предимства и недостатъци, що се отнася до капацитета си да поемат производство в глобалната мрежа. Deloitte Global и Комитета по конкурентоспособност на САЩ прогнозират че САЩ ще изместят Китай като най-конкурентоспособна промишлена нация през 2020 г.(и Германия, Япония и Индия след тях). Глобалният индекс на конкурентност на производството за 2016 г. прогнозира, че най-добрите промишлени нации ще останат стабилни между до 2020 г.. 

## История и развитие

### Праистория и древна история
Хората в праисторически времена са произвеждали предмети с помощта на камък и други оръдия на труда много преди появата на хомо сапиенс преди около 200 000 години. Най-ранните методи за изработка на каменни инструменти, известни като „индустрия“ на Олдоуан, са от преди поне 2,3 милиона години, като най-ранните преки доказателства за използване на оръдия на труда са в Етиопия в Голямата рифтова долина, от преди 2,5 милиони години.
За да се направи каменно оръдие на труда „ядро“ от твърд камък със специфични свойства на лющене (като кремък ) се удря с камък чук. Това лющене оставя остри ръбове, които могат да се използват като инструменти, предимно под формата на „чопъри“ или „скрепери“[ неясно? ]. Тези инструменти помагат на праисторическите хора в начина им на живот като ловци и събирачи, включително като създават други инструменти от по-меки материали като кост и дърво. През средния палеолит, преди 300 000 г., се въвежда техника с подготвено ядро, при която множество остриета се формират бързо от едно каменно ядро. Лющенето под налягане, при което се удря с дърво, кост или рога, позволява фино оформяне на камъка; тази техника се вижда в горния палеолит, преди 40 000 г.
По време на неолита, полирани каменни оръдия на труда се произвеждат от различни твърди камъни, като кремък, нефрит, жадеит и зелен камък. Тогава се ползват полирани брадви, както и други каменни инструменти като ножове, скрепери и инструменти от органични материали като дърво, кости и рога.
Топенето на мед вероятно възниква, когато технологията на керамичните пещи позволява достатъчно високи температури.
Концентрацията на различни елементи като арсен се увеличава с дълбочината в находищата на медна руда и топенето на тези руди дава арсенов бронз, който може да бъде достатъчно закален, за да бъде подходящ за направата на оръдия на труда. Бронзът е сплав на мед с калай; понеже има сравнително малко находища на калай в световен мащаб, минава дълго време преди бронзът с калай да стане широко разпространен. През бронзовата епоха бронзът се оказва много по-добър материал за изработка на оръдия на труда, както поради неговите механични свойства като здравина и пластичност, така и поради възможността да бъде отлят в калъпи със сложна форма. Бронзът значително усъвършенства корабостроенето с по-добри инструменти и бронзови пирони, които заменят стария метод за закрепване на дъските на корпуса с корда през пробити дупки.
Желязната епоха идва с широкото разпространение на производство на оръжия и инструменти от желязо и стомана, а не от бронз. Топенето на желязо е по-трудно от топенето на калай и мед, тъй като топеното желязо изисква гореща обработка и може да се топи само в специални пещи. Не е известно кога и къде е открито топенето на желязото, отчасти поради трудността при разграничаването на метал, извлечен от руди с никел, от горещо обработено метеоритно желязо.
С растежа на древните цивилизации, напредъка в промишлените процеси води до откриване на много нови технологии. Няколко от шестте класически прости машини (лост, колело и ос, макара, наклонена равнина, клин, винт) са изобретени в Месопотамия. Механизмът на колелото с ос се появява за първи път с грънчарското колело в Месопотамия (съвременен Ирак) към 5 000 - 4 000 г. пр.н.е. Египетската хартия от папирус, както и керамиката, са били масово произвеждани и изнасяни в цялото Средиземноморие. Ранните строителни техники на древните египтяни включват тухли, направени главно от глина, пясък, тиня и други минерали.

### Средновековие
Средновековието носи много нови изобретения и подходи в управлението на традиционните средства за производство и икономическия растеж. Производството на хартия, китайска технология от 2-ри век, пристига в Близкия изток с група заловени китайски майстори през 8-ми век. Тази технология идва в Европа чрез завладяването на Испания от Омаядите. През 12-ти век в Сицилия се създава фабрика за хартия. В Европа влакното за целулозата за направата на хартия се получава от ленени и памучни парцали. Според Лин Таунсенд Уайт-младши, въртящото се колело води до по-голямо предлагане на парцали, което води до по-евтина хартия, която от своя страна улеснява развитието на печатарството.
Поради леенето на оръдия, доменната пещ се използва широко във Франция в средата на 15 век; тази технология се ползва в Китай от 4 век пр.н.е. Тъкачната машина за чорапи, изобретена през 1598 г., увеличава постигнатите от плетача възли в минута десетократно - от 100 на 1000.

### Първа и Втора индустриални революции
Индустриалната революция е преходът към нови производствени процеси в Европа и Съединените щати от 1760 до 1830-те. Този преход включва преминаване от ръчни производствени методи към машини, нова химическа промишленост и желязна металургия, нарастващо използване на парната и водната енергия, развитие на машинни инструменти и възход на механизираната фабрична система. Индустриалната революция също води до безпрецедентно покачване на темпа на растеж на населението.
Текстилът е доминиращата индустрия по отношение на заетостта, стойността на продукцията и инвестирания капитал. Текстилната индустрия също първа ползва съвременни производствени методи. :с. 40 Бързата индустриализация тръгва от Великобритания, с механизираното предене през 1780-те, с високи темпове на растеж на парната мощност и производството на желязо след 1800 г. Механизираното производство на текстил се разпространява от Великобритания до континентална Европа и Съединените щати в началото на 19 век, като важни центрове на текстил, желязо и въглища има в Белгия и Съединените щати, а по-късно и текстил във Франция.
Икономическата рецесия от края на 1830-те до началото на 1840-те забавя приемането на ранните иновации на индустриалната революция, вкл. механизирано предене и тъкане. Иновациите от края на периода, като нарастващото внедряване на локомотиви и параходи, топене на желязо с горещо взривяване и новите технологии, като електрическият телеграф, се въвеждат широко през 1840-те и 1850-те години, но не са достатъчно мощни, за да вдигнат с много икономическия растеж. Бързият икономически растеж започва да се наблюдава след 1870 г., благодарение на нови иновации в така наречената Втора индустриална революция. Тези иновации включват нови процеси за производство на стомана, монтажни линии, електрически мрежови системи, широкомащабно производство на металорежещи машини и използването на все по-модерни машини във фабрики, задвижвани с пара.
След подобрения във вакуумните помпи и изследванията на материалите, крушките с нажежаема жичка стават практични за обща употреба в края на 1870-те години. Това изобретение има дълбок ефект върху работните места, защото фабриките вече могат да имат работници на втора и трета смяна. Производството на обувки се механизира в средата на 19 век. Масовото производство на шевни машини и селскостопански машини, като жътварки, се случва в средата до края на 19 век. Масовото производство на велосипеди започва през 1880-те години. Задвижваните с пара фабрики се разпространяват широко, като преобразуването на водна енергия в пара се случва в Англия и след това в САЩ.

### Модерно промишлено производство
Електрификацията на фабриките, която започва постепенно през 1890-те години след въвеждането на практичния двигател с постоянен ток и променливотоков двигател, се забързва още повече между 1900 и 1930 г. За това помага създаването на електрически инсталации с централни станции и понижаването на цените на електроенергията от 1914 до 1917 г. Електрическите двигатели позволяват повече гъвкавост в производството и изискват по-малко поддръжка от линейните валове и ремъци. Заради това, много фабрики постигат 30% по-голяма производителност. Електрификацията позволява модерно масово производство и най-голямото въздействие е в производството на ежедневни артикули.
Интересен пример е заводът за буркани „Ball Brothers Glass Manufacturing Company“. Новият автоматизиран процес използва машини за издухване на стъклото, които заменят 210 майстори стъклари и помощници. Малък електрически поема 150 пакета по 12 бутилки наведнъж, докато използваните преди това ръчни камиони превозват само 6 пакета по 12 бутилки. Електрическите миксери заменят мъжете с лопати, работещи с пясък и други съставки за подаване в стъклената пещ. Електрически мостов кран замени 36 почасови работници за преместване на тежки товари през фабриката.
Форд Мотър Къмпани популяризира масовото производство в края на 1910-те и 1920-те години, като добавя електродвигатели към добре познатите тогава технологии на верижно или последователно производство. Форд също купува или изгражда машинни инструменти и приспособления със специално предназначение, като бормашини с множество шпиндели, които могат да пробият всяка дупка от едната страна на блока на двигателя наведнъж, и фрезова машина с множество глави, която може едновременно да обработва 15 блока на двигателя заедно. Всички тези машини са подредени систематично в производствения поток, а някои имат специални пътеки за валцоване на тежки предмети в позиция за обработка. Производството на Ford Model T използва 32 000 инструментални машини.
Стегнатото производство, което цели производство точно навреме, е разработено в Япония през 1930-те. Това е производствен метод, насочен основно към спестяване на времето в производствената система, както и времето за реакция от доставчици и клиенти. Подобни методи навлизат в Австралия през 1950-те чрез завода Виктория Парк на Бритиш Мотор Корпорейшън в Сидни, откъдето по-късно идеята мигрира към Тойота. Тези идеи достигат западните страни от Япония през 1977 г. в две англоезични статии: едната споменава методологията като „системата Оно“, по името на Тайичи Оно, който играе важна роля в нейното развитие в Тойота. Другата статия, от автори на Тойота в международно списание, предоставя допълнителни подробности. След това много други компании поемат подобни подходи от 1980 г. нататък.

## Списък на страните по стойност на производството от преработваща промишленост
Това са първите 50 държави по обща стойност на производствената продукция в щатски долари за отбелязаната година според Световната банка.
| Ранг | Страна или регион  | USD, милиони | Година |
| ---- | ------------------ | ------------ | ------ |
|      | World              | 13 739 251   | 2019   |
| 1    | Китай              | 3 853 808    | 2020   |
| 2    | САЩ                | 2 341 847    | 2019   |
| 3    | Япония             | 1 027 967    | 2018   |
| 4    | Германия           | 678 292      | 2020   |
| 5    | Южна Корея         | 406 756      | 2020   |
| 6    | Индия              | 339 983      | 2020   |
| 7    | Италия             | 280 436      | 2020   |
| 8    | Франция            | 241 715      | 2020   |
| 9    | Обединено кралство | 227 144      | 2020   |
| 10   | Индонезия          | 210 396      | 2020   |
| 11   | Русия              | 196 649      | 2020   |
| 12   | Мексико            | 185 080      | 2020   |
| 13   | Канада             | 159 724      | 2017   |
| 14   | Ирландия           | 153 311      | 2020   |
| 15   | Испания            | 143 052      | 2020   |
| 16   | Бразилия           | 141 149      | 2020   |
| 17   | Турция             | 135 596      | 2020   |
| 18   | Швейцария          | 133 766      | 2020   |
| 19   | Тайланд            | 126 596      | 2020   |
| 20   | Нидерландия        | 99 940       | 2020   |
| 21   | Полша              | 99 146       | 2019   |
| 22   | Саудитска Арабия   | 90 774       | 2020   |
| 23   | Австралия          | 76 123       | 2020   |
| 24   | Малайзия           | 75 101       | 2020   |
| 25   | Сингапур           | 69 820       | 2020   |
| 26   | Австрия            | 67 881       | 2020   |
| 27   | Швеция             | 67 146       | 2020   |
| 28   | Филипини           | 63 883       | 2020   |
| 29   | Белгия             | 63 226       | 2020   |
| 30   | Египет             | 58 790       | 2020   |
| 31   | Венецуела          | 58 237       | 2014   |
| 32   | Бангладеш          | 57 283       | 2019   |
| 33   | Нигерия            | 54 760       | 2020   |
| 34   | Чехия              | 53 189       | 2020   |
| 35   | Аржентина          | 53 094       | 2020   |
| 36   | Пуерто Рико        | 49 757       | 2020   |
| 37   | Дания              | 47 762       | 2020   |
| 38   | Виетнам            | 45 273       | 2020   |
| 39   | Израел             | 42 906       | 2019   |
| 40   | Алжир              | 40 796       | 2019   |
| 41   | Румъния            | 38 404       | 2020   |
| 42   | Иран               | 38 174       | 2019   |
| 43   | Финландия          | 37 520       | 2020   |
| 44   | ОАЕ                | 36 727       | 2019   |
| 45   | ЮАР                | 34 804       | 2020   |
| 46   | Пакистан           | 30 452       | 2020   |
| 47   | Колумбия           | 29 894       | 2020   |
| 48   | Перу               | 29 701       | 2019   |
| 49   | Унгария            | 27 956       | 2020   |
| 50   | Португалия         | 27 408       | 2020   |